# Germinon
Germinon ist eine französische Gemeinde im Département Marne in der Region Grand Est. Sie gehört zum Arrondissement Épernay.

## Geografie
Die Gemeinde Germinon liegt an der Somme-Soude, etwa 18 Kilometer südwestlich von Châlons-en-Champagne. Das Gemeindegebiet ist flach und waldlos.

## Bevölkerungsentwicklung
| Jahr                       | 1962 | 1968 | 1975 | 1982 | 1990 | 1999 | 2007 | 2018 |
| -------------------------- | ---- | ---- | ---- | ---- | ---- | ---- | ---- | ---- |
| Einwohner                  | 149  | 127  | 123  | 113  | 118  | 111  | 125  | 174  |
| Quellen: Cassini und INSEE |      |      |      |      |      |      |      |      |

## Wirtschaft

### Windenergie

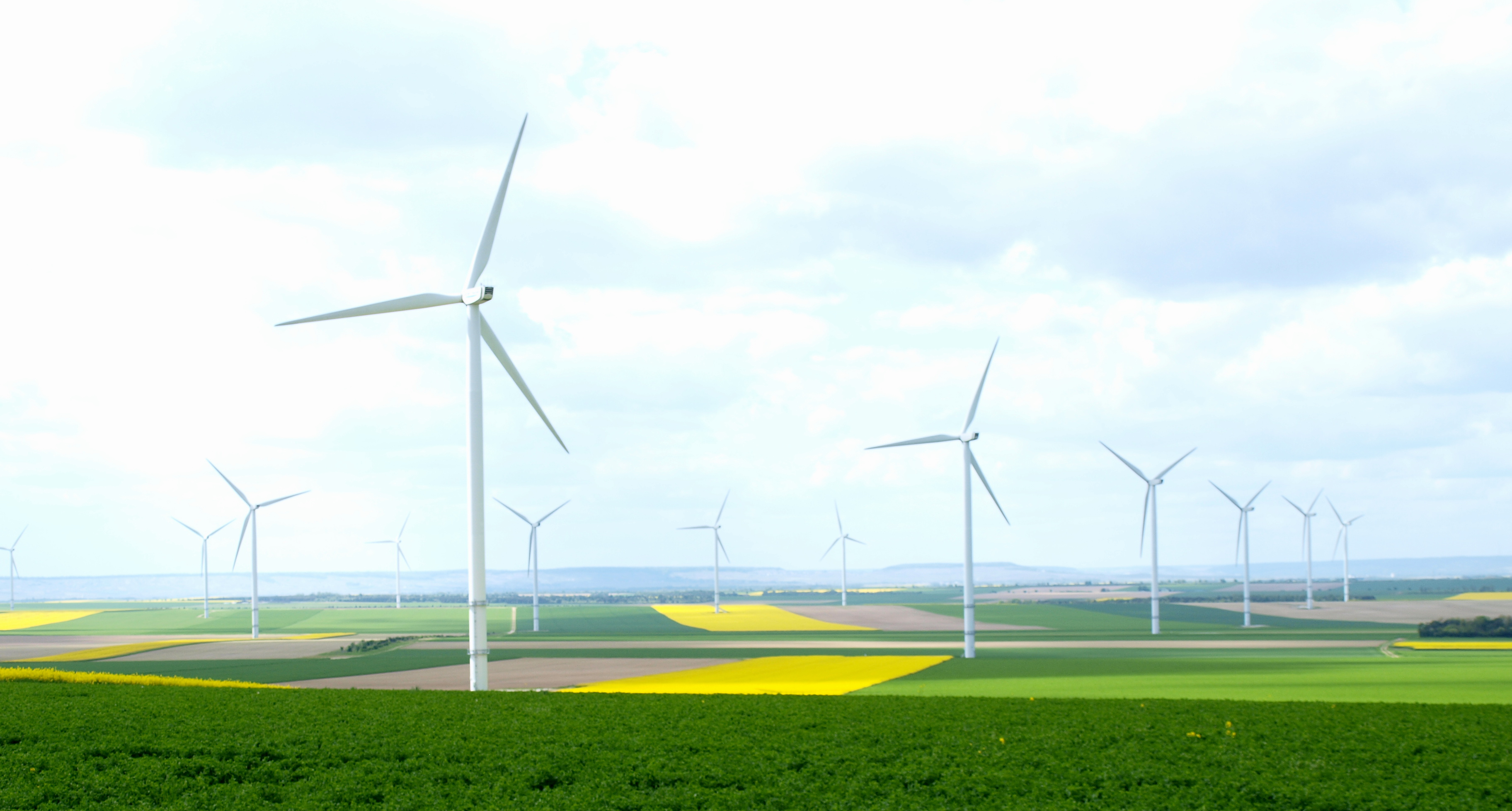
Windpark in Germinon

Im Jahr 2011 wurde in Germinon der mit einer Gesamtleistung von 75 MW zu diesem Zeitpunkt größte von Nordex in Frankreich gebaute Windpark in Betrieb genommen. Der Windpark, dessen Bau 2010 begonnen wurde, besteht aus 30 Windkraftanlagen des Typs Nordex N100/2500, die jeweils einen Rotordurchmesser von 100 Metern haben und über eine Nennleistung von 2,5 MW verfügen. Bei den Anlagen handelt es sich um die ersten Serienmaschinen der Gamma-Klasse, die ausgeliefert wurden. Die durchschnittliche Windgeschwindigkeit auf Nabenhöhe beträgt 7,4 m/s, der prognostizierte Jahresstromertrag liegt bei 226 GWh, was etwa dem Stromverbrauch von 265.000 Menschen entspricht. Betrieben wird der Windpark von GDF Suez; die Übergabe erfolgte im Herbst 2010.

## Sehenswürdigkeiten
- Kirche Saint-Martin aus dem 12. Jahrhundert
- Merowingerzeitlicher Friedhof